# علاج محيطي
العلاج المحيطي (بالإنجليزية: Milieu therapy)‏ هو شكل من أشكال العلاج النفسي يتضمن استخدام المجتمعات العلاجية [الإنجليزية]. حيث ينضم المرضى إلى مجموعة من حوالي 30، لمدة تتراوح بين 9 و18 شهرًا. وأثناء إقامتهم، يشجع المرضى على تحمل المسؤولية عن أنفسهم والآخرين داخل الوحدة، بناءً على تسلسل هرمي للعواقب الجماعية. ويتوقع من المرضى أن يحثوا بعضهم بعضًا على الالتزام بالقواعد، ويتوقع من المرضى الأكثر خبرة أن يقدموا نموذجًا للسلوك المناسب للمرضى الجدد. وإذا انتهك أحد المرضى القواعد، فقد يعاقب الآخرون الذين كانوا على علم بالانتهاك ولم يتدخلوا بدرجات متفاوتة بناءً على مدى مشاركتهم. يعتقد أن العلاج المحيطي مفيد في علاج اضطرابات الشخصية والمشاكل السلوكية، ويمكن استخدامه أيضًا بهدف تحفيز القدرات الإدراكية والاتصالية المتبقية لدى المريض.
تشمل المنظمات المعروفة باستخدام العلاج المحيطي مستشفى كاسل [الإنجليزية]في لندن، ونزل فورست هايتس [الإنجليزية] في إيفرجرين، كولورادو، إدارة المحاربين القدامى في الولايات المتحدة، ومدرسة كانساس الصناعية للبنات [الإنجليزية] في بلويت، كانساس.